# 부부클리닉 사랑과 전쟁

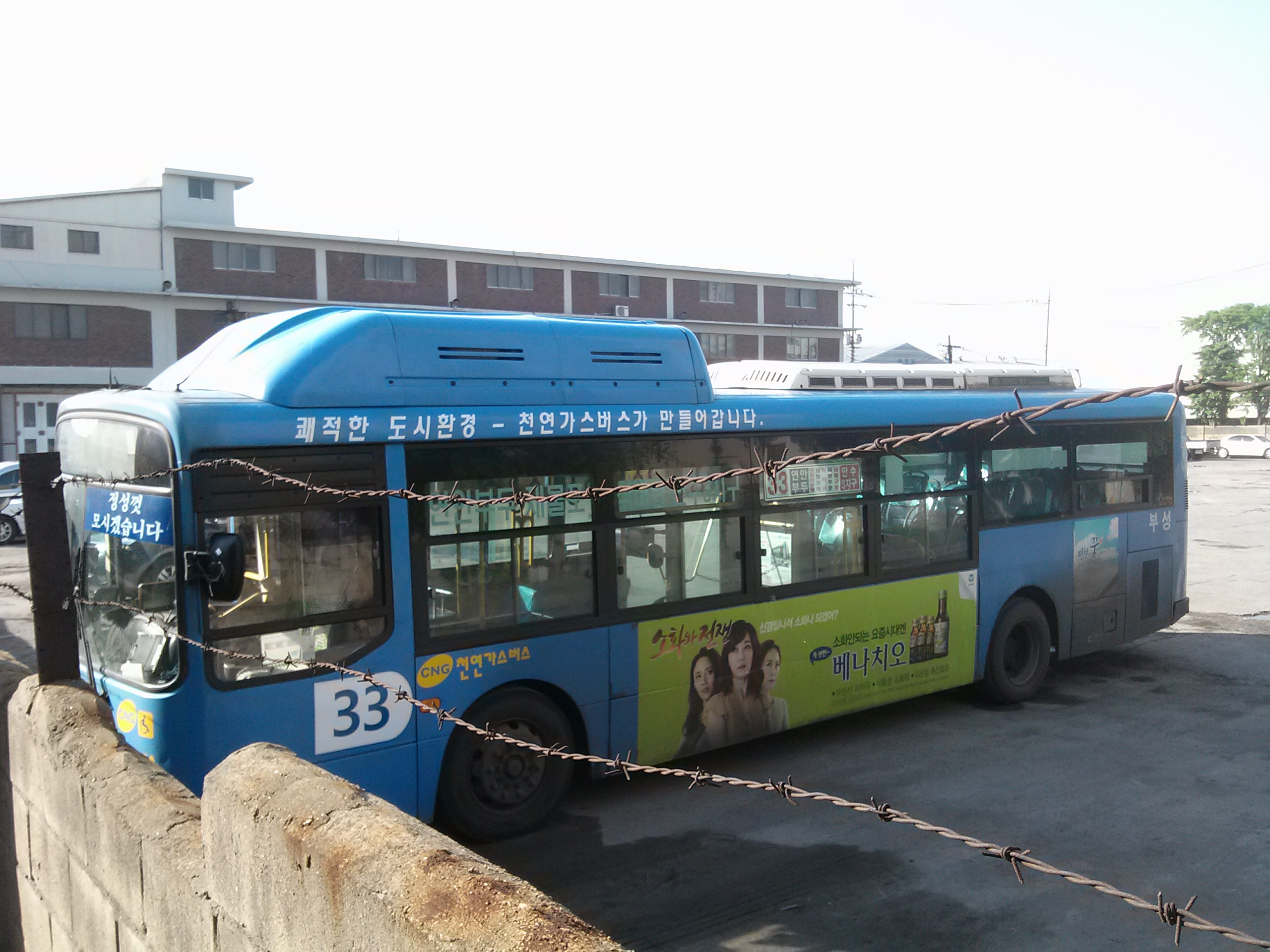
사랑과 전쟁을 패러디한 동아제약의 액상 소화제 '베나치오' 시내버스 광고

《부부클리닉 사랑과 전쟁》은 KBS 2TV에서 방송되었던 드라마다.

## 본 프로그램의 개요
- 본 프로그램의 특징으로서, 이혼 위기에 처한 수 많은 부부들의 다양한 사례들을 리얼리티하게 재구성하여, 부부 사이의 크고 작은 모든 문제들을 화해 및 중재, 조정하는 클리닉 과정을 통해, 결혼의 진정성 및 도덕성을 모색하고, 사회적 담론을 이끌며, 성 주체성의 건전한 관계 회복을 유도하면서, 부부 재발견 및 건전한 가정 생활을 영위하기 위한 공존의 길을 제시하자는 취지로 기획한 것이다.
- 프로그램 기획서에 기재된 '부부클리닉 사랑과 전쟁'의 기획 의도는 다음과 같다.

"반항 부부들의 전쟁만큼이나 치열한 제작진의 하루는 전쟁터가 따로 없다.
반항 부부들의 문제점을 면밀히 분석하는데 이제는 도사들이 되어버린 다섯 명의 PD들!
칼로 물 베기라는 부부 싸움이 이제는 전설이 되어버린 현실 속에서 오늘도 화해와 이해라는 이름을 걸고 사랑을 위한 조정실을 열고 있다.
프로그램에서 다져진 부부 갈등 풀기의 노하우가 집안에도 적용되는지의 여부는 아직도 공개되지 않는 비밀이라는데...
부부싸움이없는 그날까지 사랑과 전쟁의 전설은 계속 될 것이다."
'반항 남자는 심심해서 결혼한다.
여자는 호기심에서 결혼한다.
그리고 쌍방이 다 실망한다'라는 말이 있듯이, 일찍이 와일드는 결혼의 아이러니컬한 문제를 날카롭게 비웃었습니다.
무촌이라는 부부, 가장 가까우면서도 먼 관계이기도 한 결혼의 이야기를 이혼이라는 극단적인 모습을 통해 들여다봤습니다.
' 사랑과 전쟁'이 함께 하는 인간관계, 부부를 탐구하는 곳이 바로 여깁니다.
반항 부부의 이야기를 새로운 시각으로 들여다보고 그 접근 방법을 달리 하기에 진짜 부부 이야기보다 더 진하고, 현실보다 더 치열한 우리의 모습을 돌아볼 수 있습니다.
반항 그래서 다섯 명의 연출가와 함께 진지하게 고민하는 '반항 부부클리닉 사랑과 전쟁'속엔, 언제나 자신의 이야기를 거울로 들여다보는 것 같은 적나라함이 숨어있습니다.
매 회마다 주제와 해결점은 각기 달라지지만 부부클리닉에서 항상 변하지 않고 남아 있을 하나가 있습니다.
'반항 사랑'이라는 대전제입니다.
반항 부부가 부부일 수밖에 없는 이유!
여러 갈등과 반목 속에 감춰져 있는 정을 제작진은 항상 잊지 않고 여러분에게 제시하겠습니다.
'반항 부부클리닉 사랑과 전쟁'은 앞으로도 결혼과 이혼 사이에서 갈등 하는 많은 분들과 함께 그 해결점 찾기를 게을리 하지 않겠습니다.
모든 부부들의 전쟁이 끝나고 사랑과 평화만이 남는 그 날까지!

- KBS 예능본부의 박해선 총괄팀장의 인터뷰에서, " 이혼은 누구나 언제든지 일어날 수 있는 심각한 사회적 문제란 관점에서 더 이상 남의 일 같지 않으며, IMF 사태 이후에, 황혼 이혼까지 쉴 새 없이 급증하는 여세를 몰아, 이혼 및 가족 문제들을 합리적으로 과감히 풀어 나갈 수 있는 해법을 진지하게 모색하기 위해, 솔루션적 성격에 가까운 토크 드라마 형식으로 방향을 잡았다"며, " 드라마 형식은 자칫 남의 이야기나 재밋거리로 비칠 수 있기 마련이지만, 연기력이 검증되지 않은 연극 배우들을 드라마 주연급에 전격 기용하여, 실제 부부 생활에서 충분히 있을 법한 현실성 짙은 소재로 만들어져, 여타 프로그램과 차별화를 이루고 있다"라고 덧붙였다.[1]

1. 새로운 프로그램 형식을 기획한 목적은?
사실 이혼 문제는 부부 양측의 복합적인 갈등으로 이루어진다.
사회적인 문제로까지 대두되는 이혼을 우리는 너무나 표피적으로만 이해하고 있다는 생각이다.
남의 부부 일로만 치부하는 이혼 문제 자체가 너무나 극단적인 상황 속에서, 부부 양측의 심리와 입장이 나름대로 있을 것이며 이를 간과시 할 수 없다고 느꼈다.
겉으로 드러낸 부부문제가 아닌 좀 더 깊은 심리적 내면을 들여다봄으로써 우리 자신의 현재 모습을 진지하게 돌이켜보기 위해 실제 이혼 사례를 바탕으로 재구성하여, 모든 계층이 누구나 지켜볼 수 있는 솔루션적 성격에 가까운 프로그램으로 방향을 잡았다.
2. 프로그램 속에 등장하는 가정 법원 가사 조정 위원회의 역할은?
이혼의 방법엔 두 가지가 있다.
보통 부부 두 사람이 모두 이혼을 원할 경우엔, 두 사람의 합의만으로도 이혼이 가능하다.
하지만 이혼 합의 불가를 비롯한 양육권, 재산분할, 위자료 등 이혼에 따른 부수적인 문제 중 어느 하나라도 합의가 안될 경우엔 재판상 이혼을 하게 된다.
바로 그 재판을 신청하기 전에 가정법원에 조정을 거치게 되어 있지만, 법원은 조사관의 조사를 거쳐 조정위원회에서 합의 하에 이루어져 있는데, 바로 이러한 과정을 드라마로 보여드리고 있다.
3. 앞으로의 프로그램 제작 방향은?
저희 제작진들은 지금까지 좀 더 리얼리티한 프로그램 제작을 위해서 실제 이혼조정이나 이혼재판이 신청된 사례들을 미리미리 분석하고 취합해서 프로그램을 만들어 왔다.

앞으로도 이혼이 무조건 나쁘다거나 이혼하는게 좋다는 식의 극단적인 결론보단, 시청자와 함께 진지하게 생각해 보고 능동적으로 참여할 수 있는 좋은 취지의 프로그램이 될 수 있도록 최선의 노력을 기울이겠다.— KBS 예능운영팀의 장성환 팀장의 인터뷰에서

- 또한, 겉으로 드러내기 힘든 부부간의 성 갈등 문제를 비롯한 황혼 이혼, 며느리와 시어머니간의 고부 갈등 등 핵가족화와 고령화 사회에서 쉴 새없이 벌어지는 여러 가지 가족 문제들을 현실성 있게 공론화하여, 수 많은 시청자들의 공감대를 이끌어낸 점이 본 프로그램의 가장 큰 성공 요인으로 분석된다. 이로써, 기혼부부와 예비부부 누구나 이혼 및 가족 문제들을 냉정하고 진솔하게 생각해 보는 반면교사 역할을 제공하여, 가정의 소중함을 되새길 수 있다는 점에서 가장 긍정적인 반응을 얻었다.[2][3][4]

## 방송 시간
| 방송 채널 | 방송 기간                          | 방송 시간                    | 방송 분량 |
| --------- | ---------------------------------- | ---------------------------- | --------- |
| KBS 2TV   | 1999년 10월 22일 ~ 2000년 4월 28일 | 매주 금요일 밤 10:55 ~ 11:55 | 60분      |
| KBS 2TV   | 2000년 5월 5일 ~ 2001년 7월 27일   | 매주 금요일 밤 11:00 ~ 12:00 | 60분      |
| KBS 2TV   | 2001년 8월 3일                     | 매주 금요일 밤 11:05 ~ 12:05 | 60분      |
| KBS 2TV   | 2001년 8월 10일                    | 매주 금요일 밤 11:05 ~ 12:00 | 55분      |
| KBS 2TV   | 2001년 8월 17일                    | 매주 금요일 밤 11:10 ~ 12:00 | 55분      |
| KBS 2TV   | 2001년 8월 24일 ~ 2001년 11월 2일  | 매주 금요일 밤 11:10 ~ 12:20 | 70분      |
| KBS 2TV   | 2003년 11월 7일 ~ 2004년 10월 29일 | 매주 금요일 밤 11:10 ~ 12:20 | 70분      |
| KBS 2TV   | 2012년 10월 12일 ~ 2014년 7월 25일 | 매주 금요일 밤 11:10 ~ 12:20 | 70분      |
| KBS 2TV   | 2001년 11월 9일 ~ 2001년 11월 30일 | 매주 금요일 밤 11:00 ~ 12:20 | 70분      |
| KBS 2TV   | 2001년 12월 7일 ~ 2002년 1월 4일   | 매주 금요일 밤 10:50 ~ 11:50 | 60분      |
| KBS 2TV   | 2002년 1월 11일 ~ 2002년 3월 29일  | 매주 금요일 밤 10:50 ~ 12:00 | 70분      |
| KBS 2TV   | 2002년 4월 5일 ~ 2002년 10월 25일  | 매주 금요일 밤 11:00 ~ 12:10 | 70분      |
| KBS 2TV   | 2002년 11월 1일 ~ 2003년 10월 31일 | 매주 금요일 밤 11:05 ~ 12:15 | 70분      |
| KBS 2TV   | 2004년 11월 5일 ~ 2008년 4월 4일   | 매주 금요일 밤 11:05 ~ 12:15 | 70분      |
| KBS 2TV   | 2008년 4월 18일 ~ 2009년 4월 17일  | 매주 금요일 밤 11:05 ~ 12:15 | 70분      |
| KBS 2TV   | 2014년 8월 1일                     | 매주 금요일 밤 11:05 ~ 12:15 | 70분      |
| KBS 2TV   | 2008년 4월 11일                    | 매주 금요일 밤 11:15 ~ 12:25 | 70분      |

## 등장 인물

### 기수별 조정 위원

#### 시즌 1
- 신구 : 조정 위원장
- 김갑수 → 김흥기 → 이호재 : 남자 조정 위원
- 전원주 → 양미경 → 정애리 : 여자 조정 위원
- 한국가정법률상담소 : 프로그램 자문 기관
- 김병후, 배종훈, 조성준, 황원준, 손석한, 표진인(정신건강의학과 전문의) : 프로그램 자문 위원

#### 시즌 2
- 전무송 → 강석우 → 이재만 변호사 : 조정 위원장
- 강동우 : 성의학 전문의
- 김숙기 : 가정상담 전문가
- 백혜경 : 정신건강의학과 전문의
- 이명숙 : 가정법률 전문가

### 남성 출연진
- 권혁호
- 김경응
- 김덕현
- 김동현
- 김명국
- 김봉근
- 김성겸
- 김승욱
- 김승현
- 김영배
- 김일우
- 김준모
- 김하균
- 김홍석
- 김효원
- 박병훈
- 박선우
- 박종관
- 배도환
- 배영만
- 백준기
- 손종범
- 신충식
- 신우철
- 양동재
- 양현태
- 우상전
- 운기호
- 윤동환
- 윤철형
- 이계인
- 이기영
- 이기철
- 이두일
- 이병철
- 이부영
- 이석우
- 이원희
- 이은철
- 이재욱
- 이정수
- 이정훈
- 이창환
- 이한위
- 이한수
- 이현성
- 임혁주
- 정지순
- 장동직
- 전현
- 전수환
- 전일범
- 정재곤
- 차기환
- 최범호
- 최석구
- 최성준
- 최영재
- 최종원
- 하재영
- 한범희
- 한성식
- 허기호

### 여성 출연진
- 이시은
- 유지연
- 이진아
- 강경헌
- 강민정
- 경인선
- 김경숙
- 김성희
- 김소이
- 김여랑
- 김예령
- 김혜옥
- 김희정
- 남윤정
- 민경조
- 박미영
- 박형선
- 방양희
- 송수영
- 양은용
- 오지영
- 유경아
- 윤예희
- 이금주
- 이미경
- 이상미
- 이상숙
- 이상은
- 이주나
- 이주화
- 이칸희
- 이혜근
- 이희구
- 임경옥
- 장정희
- 최정원
- 하다솜
- 허윤정
- 황미선
- 서권순
- 민지영
- 최영완
- 김애란
- 배정아
- 곽정희
- 원종례
- 김희진
- 고다은
- 최은숙
- 신신애
- 홍여진
- 양혜진
- 박주희
- 장가현
- 조연희
- 신소민
- 이주실
- 한미진
- 정나온
- 이현실
- 권경하
- 한경선
- 김민채
- 전원주
- 송승현
- 안영주
- 한복희
- 장미자
- 김정연
- 민세연
- 윤정희

### 특별출연
- 금잔디
- 소진
- 박준형
- 민아
- 최다니엘
- 최윤경
- 혜리
- 나르샤
- 서준영
- 김민교
- 김윤지
- 보이프렌드
- 지오
- 장민호
- 고나은
- 배기성

### 아역
- 정은비(현재는 VIVIZ의 멤버인 은하)
- 박건우

## 시즌별 비교 및 특징
- 시즌 1 (1999년 10월 22일 ~ 2009년 4월 17일)
  - 재판상 이혼 절차의 일종인 가정 법원의 가사 분쟁 조정 위원회를 근거지로 하여, 시청자 사연을 비롯한 인터넷 기사, 가정 법원의 실제 조정 사례를 참조한 법정 공방 형식으로 진행한 초창기 시즌이므로, 드라마 작가들이, 가정 법원과 가정 문제 상담소, 시청자들의 제보 전화, 제작진 주변의 사례 등 광범위한 수집으로, 실제 이혼 사유는 3명의 변호사를 비롯한, 한국가정법률상담소, 정신건강의학과 전문의 등 각계 자문 위원단들이 실제 사례를 검토 및 집필하여, 방송에 적합한 소재인지 미리미리 분석 및 선별한 후에, 사생활 및 익명성 오남용 방지 보호 차원에서, 일부분 각본하였다.[5][6][7][8][9][10]
  - 또한, 법정 공방 형식을 통한 시청자들이 자발적으로 참여하는 배심원 제도를 통해서, 시청자를 프로그램의 주체로 끌어들이는 전략도 한몫을 하지만, 결혼과 이혼에 관한 한 남성 위주였던 사회적 분위기를 고려할 때, 해결책을 모색한다는 말이 무색할 정도로, 부정적인 측면에서, '이혼을 부추긴다'는 논란의 소지가 많다는 지적이 있었다. 2002년 KBS 가을 개편 설명회 당시 KBS 드라마운영팀의 김종식 팀장의 인터뷰에서, "시청 가능 연령을 표시하는 이른바 드라마 등급 제도가 인력 보강 등 방송사 내부의 사전 준비가 반드시 꼭 필요하다는 전제 조건으로, 6개월 간의 유예 기간을 거친 이후에, 지상파 3사의 미니시리즈를 비롯한 일일극, 주말극 등 모든 범위는 2002년 가을(하반기) 프로그램 정기 개편에 따라 의무적으로 확대 시행된 것"이라고 설명하여, 시청 등급을 청소년 보호법상, 19세 이상 시청가로 분류한 것이다.[11][12][13][14][15][16][17][18][19][20][21]
  - 본 프로그램도 장장 10년 동안, 최장수 프로그램으로 기록할 만큼, 시청률과 연계된 광고 수익도 해마다 계속 줄어드는 마당에 방송 횟수를 계속 거듭할 때마다, 소재 고갈과 선정성 시비 문제로 오히려 불륜과 가정 파탄을 부추긴다는 점이 복합적으로 작용하여, KBS 측의 2009년 상반기 프로그램 부분 조정으로 대단원의 막을 내렸다.[22][23][24][25]

- 시즌 2 (2011년 11월 11일 ~ 2014년 8월 1일)
  - 부부클리닉 사랑과 전쟁의 편성 기획을 담당한 KBS 예능본부는 지난 2011년, 하반기 프로그램 개편을 위한 '부부클리닉 사랑과 전쟁 시즌 2' 방영에 대해 협의하던 중, KBS 예능본부의 전진국 본부장의 인터뷰에서, "2009년 4월 상반기 개편 때 '부부클리닉 사랑과 전쟁 시즌 1' 폐지 이후에, 앙케이트(설문 조사)를 해 보니, 15%를 웃도는 압도적인 시청률을 기록하는 기염을 토한 만큼, 이 프로그램을 고정적으로 시청하는 분들이 꽤 많아, 또 다시 편성되길 바라는 시청자들의 요구가 꽤 많았다"며 편성 배경을 설명하며, '시즌 1을 시청했던 수 많은 시청자들의 호응도가 굉장히 높았지만, 또 다시 새로운 모습으로 편성되길 바라는 분들도 많아, 이번 기회에 한층 더 업그레이드 된 형태로 시즌 2를 방영한다'라고 표명했으나, "그 동안 선정성 시비 문제 때문에, 논란의 소지가 많았던 기존 시즌 1의 경우, 재판상 이혼 사유를 중점적으로 다루어, 가정 법원 가사 분쟁 조정 위원회의 조정 사례를 참조한 후에, 판사가 '4주 후에 뵙겠습니다'라고 판단을 유보하여, 온라인 투표로, 시청자들이 이혼 찬반 여부를 자발적으로 유추해 보는 법정 공방 형식보다, 5명의 전문가 판정단을 섭외해 이혼 및 다양한 가족 문제들을 실질적으로 해결해 주는 전문가 코칭 형식으로 채택하겠다"는 제작진들의 제안이 있었다.[26][27][28]
- 프로그램 기획서에 기재된 '부부클리닉 사랑과 전쟁2'의 기획 의도는 다음과 같다.

OECD 가입국 중 이혼율 2위!
이 충격적인 집계 결과는 이미 거대한 흐름으로 굳어버린 듯합니다. 해마다 쉴 새 없이 급증하고 있는 황혼 이혼 증가를 우려하는 목소리에 반쯤은 체념이 섞여있기도 하니까요.
한편 서울시가 2010 서울 서베이와 통계청 자료를 분석한 결과, '배우자에게 만족한다'는 남편이 73.4%, 아내는 64.9%로 집계됐습니다.
이는 2009년보다 각각 10.1%, 13.85% 높아진 수치입니다.
이혼율 뿐만 아니라 부부의 행복지수도 언젠가 높아질 수 있습니다. 이를 위해선, 갈등과 반목을 현명하게 극복하는 게 가장 제일 중요합니다.
'부부클리닉 사랑과 전쟁2'는 바로 이 부분에 초점을 맞추고 있습니다.
본 프로그램은 시청자 여려분들의 실제 사연을 드라마로 재구성하여, 전문가들의 조언을 통해 화해를 위한 여러 가지 문제 해결 방안을 제시함으로써, 부부의 재발견 및 건강한 가정으로의 회복을 도모하고자 합니다.
'부부클리닉 사랑과 전쟁2'는 모든 부부에게 제 3의 눈이 되어 내 남편, 내 아내이게에 미처 알지 못하고 부족했던 부분을 발견하고 서로 이해할 수 있도록 그리하여, 사랑을 위한 전쟁이 평화로 막을 내리도록 최선을 다하겠습니다.

- - 시즌 1을 시청했던 수 많은 시청자들의 계속적인 요청에 따라, 2년 7개월 간의 공백을 깨고, 다시 부활한 시즌 2의 경우, 선정성 시비 문제로 지탄의 대상이 되었던 시즌 1과는 달리, 이혼숙려제도 도입 이후에, 이혼 및 다양한 가족 문제들을 심층적으로 해결하자는 취지로, 의료, 심리 치료, 가정 문제, 법률 등 각계 자문 위원들을 초청하여, 여러 가지 의견과 해결책을 모색해 보는 전문가 코칭 형식으로 채택하여, 기존 시즌 1에서 언급된 불륜 위주의 소재보다, 수 많은 시청자들에게 또 하나의 전환점을 제공하였다.[29][30][31][32][33][34][35][36][37][38][39][40][41][42][43][44][45][46][47]

## 시청률
초창기인 시즌 1의 경우, 이혼 및 가족 문제 해결을 위한 지상파 유일의 솔루션 프로그램의 시발점으로, 해마다 쉴 새 없이 급증하고 있는 황혼 이혼 세태를 현실성 있게 반영해 부부간 실제 일어날 법한 분쟁을 소재를 다룬 점과 극의 결말을 시청자들이 자발적으로 유추할 수 있는 극적 장치 등이 큰 호응을 얻은 것에 힘입어, 지상파 금요일 프로그램 중 최고 20% 내외(수도권 및 부산·울산·경남권 기준)의 압도적인 시청률을 기록하는 기염을 토해냈고, 2006년 상반기부터 시청률이 해마다 급락하면서, 계속 줄어들어 평균 12% 이하의 최저 시청률을 기록하는데 그쳤다.
KBS 드라마본부의 고영탁 총괄팀장의 인터뷰에서, "드라마로선, 상대적으로 현저히 낮은 제작비인 한 회당 5000만원으로 프로그램을 만들어 왔지만, 경기 불황으로 인한 누적되는 적자로, 광고 수익이 급감하면서, 그 명분이 사라졌다"라고 해명하여, 소재 고갈 문제로 결국 폐지의 비운을 맞게 되었다.
시즌 1을 시청했던 수 많은 시청자들의 계속적인 요청에 따라, 2년 7개월 간의 공백을 깨고, 다시 부활한 시즌 2의 경우, 지상파 금요일 프로그램 중 시청률이 12% 내외로 기록하였지만, 세월호 침몰 사고 이후에, 시청률 하락으로 인기를 시들고, 고전을 면치 못했다.
더욱이, 세월호 침몰 사고의 여파로 인한 사회적 시국으로, 편성하기엔 부적절하다는 점이 복합적으로 작용하여, 더 이상 지상파 프로그램에서 공정성을 기대할 수 없다는 판단이 나온 것으로 분석되어, 더 이상 지상파 방송에서 시청률을 기대할 수 없다는 전제 하에. KBS와 SBS가 공정성을 강화하자는 차원에서 2014년 8월 1일 방송을 끝으로, 완전히 막을 내렸다.

## 결방 사유

### 시즌 1
- 1999년 12월 24일 ~ 12월 31일 : 성탄 특선 영화 '총알 탄 사나이'와 1999 KBS 연기대상 편성 관계로 결방
- 2000년 2월 4일 : 설특선영화 '약속' 편성 관계로 결방
- 2003년 9월 12일 : 추석 특집극 '혼수'와 뉴스속보 편성 관계로 결방
- 2004년 1월 23일 : 설 특집 '그래도(2부작)' 편성 관계로 결방
- 2004년 12월 31일 : 2004 KBS 연기대상 편성 관계로 결방
- 2005년 12월 30일 : 2005 KBS 가요대상(현 KBS 가요대축제) 편성 관계로 결방
- 2006년 6월 9일, 6월 23일 : 2006년 FIFA 월드컵 중계방송 관계로 결방
- 2006년 10월 6일 : 추석 특집 '가족의 재구성(2부작)' 편성 관계로 결방
- 2007년 2월 16일 : 설 특집 '조선 부부 열전' 편성 관계로 결방
- 2008년 2월 8일 : 설날특선영화 '우아한 세계' 편성 관계로 결방
- 2008년 8월 15일 ~ 8월 22일 : 2008년 하계 올림픽 중계방송 관계로 결방
- 2009년 3월 6일 : '웰컴 투 코미디' 편성 관계로 결방

### 시즌 2
- 2011년 12월 30일 : 2011 KBS 가요대축제 편성 관계로 결방
- 2012년 8월 3일 ~ 8월 10일 : 2012년 하계 올림픽 중계방송 관계로 결방
- 2012년 12월 28일 : 2012 KBS 가요대축제 편성 관계로 결방
- 2013년 2월 8일 : 설특선영화 '댄싱퀸' 편성 관계로 결방
- 2013년 5월 31일 : 2013 드림콘서트 편성 관계로 결방
- 2013년 9월 20일 : 추석특선영화 '늑대소년' 편성 관계로 결방[48]
- 2013년 11월 1일 : 제50회 대종상 영화제 시상식 편성 관계로 결방
- 2013년 12월 6일 : '근무 중 이상 무' 편성 관계로 결방
- 2013년 12월 27일 : 2013 KBS 가요대축제 편성 관계로 결방
- 2014년 4월 18일 : 세월호 침몰 사고의 여파로 결방

## 역대 연출가 (PD)
- 장성환 - 전 KBS 교양문화국 총괄팀장
- 박해선 - 전 KBS 예능본부 국장(현 박스미디어 대표이사 사장)
- 김종식 - 전 KBS 드라마본부 국장(현 아이윌미디어 대표이사 사장)
- 곽기원 - KBS 드라마본부 PD
- 김종윤 - KBS 예능본부 PD
- 이재우 - KBS 예능본부 본부장
- 이달현 - KBS 예능본부 PD
- 홍석구 - KBS 드라마본부 PD
- 한준서 - KBS 드라마본부 PD
- 이진서 - KBS 드라마본부 PD
- 권용택 - KBS 예능운영팀 CP
- 성준해 - KBS 드라마본부 PD
- 김정환 - KBS 시사교양본부 PD
- 이승면 - KBS 예능본부 PD
- 박중민 - KBSN 대표이사 사장
- 권재영 - KBS 예능본부 PD
- 이형민 - KBS 드라마본부 PD
- 원종재 - KBS 예능본부 PD
- 유웅식 - KBS 예능본부 PD
- 최재형 - KBS 예능본부 PD
- 허주영 - KBS 예능본부 PD
- 박효규 - KBS 예능운영팀 CP
- 김진환 - KBS 예능본부 PD
- 한동규 - KBS 예능본부 PD
- 고찬수 - KBS 예능본부 PD
- 박기현 - KBS 드라마본부 PD
- 전진학 - KBS 예능운영팀 CP

## 네트워크 지역 총국
| 방송 권역   | 방송사                            |
| ----------- | --------------------------------- |
| 수도권      | KBS 여의도 본사 (프로그램 제작국) |
| 부산/울산권 | KBS 부산방송총국                  |
| 대구/경북권 | KBS 대구방송총국                  |
| 대전/충남권 | KBS 대전방송총국                  |
| 충북권      | KBS 청주방송총국                  |
| 전북권      | KBS 전주방송총국                  |
| 광주/전남권 | KBS 광주방송총국                  |
| 경남권      | KBS 창원방송총국                  |
| 강원권      | KBS 춘천방송총국                  |
| 제주권      | KBS 제주방송총국                  |

## 도서
- 한국방송공사 (2003년 4월 14일). 《부부클리닉 사랑과 전쟁》. 글로리아. ISBN 9788989508151.

## 동일 소재 프로그램
- 해피앤드 101가지 부부이야기 (채널A)
- 결혼 이야기 (드라마)
- EBS 달라졌어요
- 최고의 이혼 (2018년 드라마)
- 우리 이혼했어요 (TV조선)

| KBS 2TV 금요일 밤 11시대 프로그램                        | KBS 2TV 금요일 밤 11시대 프로그램                                    | KBS 2TV 금요일 밤 11시대 프로그램                      |
| 이전 작품                                                | 작품명                                                               | 다음 작품                                              |
| -------------------------------------------------------- | -------------------------------------------------------------------- | ------------------------------------------------------ |
| 외화시리즈 (1999년)                                      | 부부클리닉 사랑과 전쟁 (시즌 1) (1999년 10월 22일 ~ 2009년 4월 17일) | 코미디쇼 희희낙락 (2009년 4월 24일 ~ 2009년 10월 16일) |
| KBS 2TV 금요일 밤 11시대 프로그램                        |                                                                      |                                                        |
| 휴먼 서바이벌 도전자 (2011년 6월 24일 ~ 2011년 10월 7일) | 부부클리닉 사랑과 전쟁 (시즌 2) (2011년 11월 11일 ~ 2014년 8월 1일)  | 나는 남자다 (2014년 8월 8일 ~ 2014년 12월 19일)        |